# Discografia di Patti LaBelle
 La discografia di Patti LaBelle, una cantante R&B e Soul, è composta da diciotto album in studio, tre album dal vivo, quattordici compilation e quarantasette singoli.

## Album

### Album in studio
| Titolo                                                     | Dettagli dell'album                                                                          | Posizioni massime in classifica | Posizioni massime in classifica | Posizioni massime in classifica | Posizioni massime in classifica | Posizioni massime in classifica | Posizioni massime in classifica | Posizioni massime in classifica | Certificazioni |
| Titolo                                                     | Dettagli dell'album                                                                          | US                              | US R&B                          | US Gospel                       | US Jazz                         | NZ                              | SWE                             | UK                              | Certificazioni |
| ---------------------------------------------------------- | -------------------------------------------------------------------------------------------- | ------------------------------- | ------------------------------- | ------------------------------- | ------------------------------- | ------------------------------- | ------------------------------- | ------------------------------- | -------------- |
| Patti LaBelle                                              | - Pubblicazione: 13 ottobre, 1977 - Etichetta: Epic - Formati: LP                            | 62                              | 16                              | —                               | —                               | —                               | —                               | —                               |                |
| Tasty                                                      | - Pubblicazione: 23 ottobre, 1978 - Etichetta: Epic - Formati: LP/CD                         | 129                             | 39                              | —                               | —                               | —                               | —                               | —                               |                |
| It's Alright with Me                                       | - Pubblicazione: 12 Novembre, 1979 - Etichetta: Epic - Formati: CD                           | 145                             | 33                              | —                               | —                               | —                               | —                               | —                               |                |
| Released                                                   | - Pubblicazione: 24 novembre, 1980 - Etichetta: Epic - Formati: LP/CD                        | 114                             | 21                              | —                               | —                               | —                               | —                               | —                               |                |
| The Spirit's in It                                         | - Pubblicazione: 30 novembre, 1981 - Etichetta: Philadelphia Int'l / CBS - Formati: CD       | 156                             | 43                              | —                               | —                               | —                               | —                               | —                               |                |
| I'm in Love Again                                          | - Pubblicazione: 21 novembre, 1983 - Etichetta: Philadelphia Int'l / CBS - Formati: CD       | 40                              | 4                               | —                               | —                               | —                               | —                               | —                               | - US: Oro      |
| Patti                                                      | - Pubblicazione: 11 luglio, 1985 - Etichetta: Philadelphia Int'l / CBS - Formati: CD         | 72                              | 13                              | —                               | —                               | —                               | —                               | —                               |                |
| Winner in You                                              | - Pubblicazione: 28 Aprile, 1986 - Etichetta: MCA - Formati: CD, CS                          | 1                               | 1                               | —                               | —                               | 10                              | 17                              | 30                              | - US: Platino  |
| Be Yourself                                                | - Pubblicazione: 22 giugno, 1989 - Etichetta: MCA - Formati: CD, CS                          | 86                              | 14                              | —                               | —                               | —                               | —                               | —                               |                |
| This Christmas                                             | - Pubblicazione: 30 ottobre, 1990 - Etichetta: MCA - Formati: CD, CS                         | —                               | —                               | —                               | —                               | —                               | —                               | —                               |                |
| Burnin'                                                    | - Pubblicazione: 1 ottobre, 1991 - Etichetta: MCA - Formati: CD, CS                          | 71                              | 9                               | —                               | —                               | —                               | —                               | —                               | - US: Oro      |
| Gems                                                       | - Pubblicazione: 7 giugno, 1994 - Etichetta: MCA - Formati: CD, CS                           | 48                              | 7                               | —                               | —                               | —                               | —                               | —                               | - US: Oro      |
| Flame                                                      | - Pubblicazione: 24 giugno, 1997 - Etichetta: MCA - Formati: CD, CS                          | 39                              | 10                              | —                               | —                               | —                               | —                               | —                               | - US: Platino  |
| When a Woman Loves                                         | - Pubblicazione: 24 ottobre, 2000 - Etichetta: MCA - Formati: CD, CS                         | 63                              | 26                              | —                               | —                               | —                               | —                               | —                               |                |
| Timeless Journey                                           | - Pubblicazione: 4 maggio, 2004 - Etichetta: Def Soul Classics - Formati: CD                 | 18                              | 5                               | —                               | —                               | —                               | —                               | —                               | - US: Oro      |
| Classic Moments                                            | - Pubblicazione: 21 giugno, 2005 - Etichetta: Def Soul Classics - Formati: CD                | 24                              | 5                               | —                               | —                               | —                               | —                               | —                               | - US: Oro      |
| The Gospel According to Patti LaBelle                      | - Pubblicazione: 21 novembre, 2006 - Etichetta: Umbrella / Bungalo - Formati: CD             | 86                              | 17                              | 1                               | —                               | —                               | —                               | —                               |                |
| Miss Patti's Christmas                                     | - Pubblicazione: 9 ottobre, 2007 - Etichetta: Def Soul Classics - Formati: CD                | 174                             | 26                              | —                               | —                               | —                               | —                               | —                               |                |
| Bel Hommage                                                | - Pubblicazione: 5 maggio, 2017 - Etichetta: GPE Records - Formati: CD, Download digitale    | —                               | —                               | —                               | 2                               | —                               | —                               | —                               |                |
| Patti Labelle Presents: Home for the Holidays with Friends | - Pubblicazione: 24 novembre, 2017 - Etichetta: GPE Records - Formati: CD, Download digitale | —                               | —                               | —                               | —                               | —                               | —                               | —                               |                |
| "—" indica che l'album non si è classificato.              |                                                                                              |                                 |                                 |                                 |                                 |                                 |                                 |                                 |                |

### Album dal vivo
| Live!                                         | - Pubblicazione: 10 novembre, 1992 - Etichetta: MCA - Formati: CD, CS                           | 135 | 18 |
| Live! One Night Only                          | - Pubblicazione: 22 settembre, 1998 - Etichetta: MCA - Formati: CD, CS                          | 182 | 51 |
| Live in Washington, D.C.                      | - Pubblicazione: 10 giugno, 2008 - Etichetta: Philadelphia International / Legacy - Formati: CD | -   | 43 |
| "-" indica che l'album non si è classificato. |                                                                                                 |     |    |

### Compilation
| Anno                                           | Album                                                | Posizioni massime in classifica | Posizioni massime in classifica | Etichetta discografica |
| Anno                                           | Album                                                | US                              | Us R & B                        | Etichetta discografica |
| ---------------------------------------------- | ---------------------------------------------------- | ------------------------------- | ------------------------------- | ---------------------- |
| 1982                                           | Best of Patti LaBelle                                | —                               | 61                              | Epic                   |
| 1995                                           | La Belle                                             | —                               | —                               | Epic                   |
| 1996                                           | Greatest Hits                                        | —                               | 58                              | MCA                    |
| 1996                                           | Lady Marmalade: the Best of Patti & LaBelle          | —                               | —                               | Epic                   |
| 1998                                           | You Are My Friend: the Ballads                       | —                               | —                               | Epic                   |
| 1998                                           | Miss Soul                                            | —                               | —                               | Epic                   |
| 1999                                           | The Millennium Collection: the Best of Patti LaBelle | —                               | —                               | MCA                    |
| 2000                                           | The Spirit's in It/I'm in Love Again/Patti           | —                               | —                               | Westside UK            |
| 2001                                           | Love Songs                                           | —                               | —                               | Sony                   |
| 2001                                           | Patti LaBelle/Tasty                                  | —                               | —                               | Westside UK            |
| 2001                                           | It's Alright with Me/Released                        | —                               | —                               | Westside UK            |
| 2002                                           | Greatest Love Songs                                  | —                               | —                               | Hip-O                  |
| 2004                                           | Anthology                                            | —                               | 95                              | The Right Stuff        |
| 2005                                           | Gold                                                 | —                               | —                               | Hip-O                  |
| 2006                                           | The Definitive Collection                            | —                               | 36                              | Geffen                 |
| 2006                                           | The Essential Patti LaBelle                          | —                               | —                               | Sony Music             |
| 2011                                           | Playlist: The Very Best of Patti LaBelle             | —                               | —                               | Sony Legacy            |
| 2014                                           | Icon                                                 | —                               | —                               | Geffen Records         |
| " — " indica che l'album non si è classificato |                                                      |                                 |                                 |                        |

## Singoli
| Anno                                          | Singolo                                                        | Posizioni massime in classifica | Posizioni massime in classifica | Posizioni massime in classifica | Posizioni massime in classifica | Posizioni massime in classifica |
| Anno                                          | Singolo                                                        | US                              | US R&B                          | US Dance                        | US A/C                          | UK                              |
| --------------------------------------------- | -------------------------------------------------------------- | ------------------------------- | ------------------------------- | ------------------------------- | ------------------------------- | ------------------------------- |
| 1977                                          | "Joy to Have Your Love"                                        | —                               | 31                              | —                               | —                               | —                               |
| 1978                                          | "You Are My Friend"                                            | —                               | 61                              | —                               | —                               | —                               |
| 1978                                          | "Dan Swit Me"                                                  | —                               | —                               | 29                              | —                               | —                               |
| 1978                                          | "Teach Me Tonight (Me Gusta Tu Baile)"                         | —                               | 51                              | —                               | —                               | —                               |
| 1978                                          | "Little Girls"                                                 | —                               | 60                              | —                               | —                               | —                               |
| 1979                                          | "It's Alright with Me"                                         | —                               | 34                              | —                               | —                               | —                               |
| 1979                                          | "Music Is My Way of Life"                                      | —                               | 81                              | 10                              | —                               | —                               |
| 1980                                          | "Don't Make Your Angel Cry"                                    | —                               | —                               | —                               | —                               | —                               |
| 1980                                          | "Release (The Tension)"                                        | —                               | 61                              | 48                              | —                               | —                               |
| 1980                                          | "I Don't Go Shopping"                                          | —                               | 26                              | —                               | —                               | —                               |
| 1981                                          | "The Spirit's in It"                                           | —                               | —                               | 49                              | —                               | —                               |
| 1981                                          | "Rocking Pneumonia and the Boogie Woogie Flu"                  | —                               | —                               | —                               | —                               | —                               |
| 1982                                          | "The Best Is Yet to Come" (con Grover Washington, Jr.)         | 104                             | 14                              | —                               | —                               | —                               |
| 1983                                          | "If Only You Knew" (A-side)                                    | 46                              | 1                               | —                               | —                               | —                               |
| 1983                                          | "I'll Never, Never Give Up" (B-side)                           | —                               | —                               | 57                              | —                               | —                               |
| 1984                                          | "Love Has Finally Come at Last" (con Bobby Womack)             | 88                              | 3                               | —                               | —                               | —                               |
| 1984                                          | "Love, Need and Want You"                                      | —                               | 10                              | —                               | —                               | —                               |
| 1984                                          | "It Takes a Lot of Strength to Say Goodbye" (con Bobby Womack) | —                               | 76                              | —                               | —                               | —                               |
| 1985                                          | "New Attitude"                                                 | 17                              | 3                               | 1                               | —                               | —                               |
| 1985                                          | "Stir It Up"                                                   | 41                              | 5                               | 18                              | —                               | —                               |
| 1985                                          | "I Can't Forget You"                                           | —                               | 63                              | —                               | —                               | —                               |
| 1985                                          | "Shy"                                                          | —                               | —                               | —                               | —                               | —                               |
| 1986                                          | "If You Don't Know Me by Now (Part 1)"                         | —                               | 79                              | —                               | —                               | —                               |
| 1986                                          | "On My Own" (con Michael McDonald)                             | 1                               | 1                               | —                               | 2                               | 2                               |
| 1986                                          | "Oh, People"                                                   | 29                              | 7                               | —                               | —                               | 26                              |
| 1986                                          | "Kiss Away the Pain"                                           | —                               | 13                              | —                               | —                               | —                               |
| 1987                                          | "Something Special (Is Gonna Happen Tonight)"                  | —                               | 50                              | 10                              | —                               | —                               |
| 1987                                          | "The Last Unbroken Heart" (con Bill Champlin)                  | —                               | —                               | —                               | 15                              | —                               |
| 1987                                          | "Just the Facts"                                               | —                               | 33                              | —                               | —                               | —                               |
| 1989                                          | "If You Asked Me To"                                           | 79                              | 10                              | —                               | 11                              | —                               |
| 1989                                          | "Yo Mister"                                                    | —                               | 6                               | —                               | —                               | —                               |
| 1990                                          | "I Can't Complain"                                             | —                               | 65                              | —                               | —                               | —                               |
| 1991                                          | "Superwoman" (con Gladys Knight & Dionne Warwick)              | —                               | 19                              | —                               | —                               | —                               |
| 1991                                          | "Feels Like Another One"                                       | —                               | 3                               | 17                              | —                               | —                               |
| 1991                                          | "Somebody Loves You Baby (You Know Who It Is)"                 | —                               | 2                               | —                               | —                               | —                               |
| 1992                                          | "When You've Been Blessed (Feels Like Heaven)"                 | —                               | 4                               | —                               | —                               | —                               |
| 1992                                          | "When You Love Somebody (Saving My Love for You)"              | —                               | 70                              | —                               | —                               | —                               |
| 1992                                          | "All Right Now"                                                | —                               | 30                              | —                               | —                               | —                               |
| 1994                                          | "The Right Kinda Lover"                                        | 61                              | 8                               | 1                               | —                               | 50                              |
| 1994                                          | "All This Love"                                                | —                               | 42                              | —                               | —                               | —                               |
| 1995                                          | "I Never Stopped Loving You"                                   | —                               | 67                              | —                               | —                               | —                               |
| 1995                                          | "Turn It Out"                                                  | —                               | —                               | 1                               | —                               | —                               |
| 1997                                          | "When You Talk About Love"                                     | 56                              | 12                              | 1                               | —                               | —                               |
| 1997                                          | "Shoe Was on the Other Foot"                                   | —                               | 35                              | 10                              | —                               | —                               |
| 1998                                          | "Someone Like You"                                             | —                               | 43                              | —                               | —                               | —                               |
| 2001                                          | "Call Me Gone"                                                 | —                               | —                               | —                               | —                               | —                               |
| 2004                                          | "New Day"                                                      | 93                              | 36                              | 11                              | —                               | —                               |
| 2004                                          | "Gotta Go Solo" (con Ronald Isley)                             | 89                              | 31                              | —                               | —                               | —                               |
| 2005                                          | "Ain't No Way" (con Mary J. Blige)                             | —                               | 62                              | —                               | —                               | —                               |
| 2005                                          | "Shout" (con Ray Charles & The Andrae Crouch)                  | —                               | —                               | —                               | —                               | —                               |
| 2007                                          | "When Love Begins" (con Yolanda Adams)                         | —                               | 68                              | —                               | —                               | —                               |
| 2007                                          | "Anything" (con Mary Mary, Kanye West & Consequence)           | —                               | 64                              | —                               | —                               | —                               |
| "—" indica che l'album non si è classificato. |                                                                |                                 |                                 |                                 |                                 |                                 |

## Altre apparizioni
| Anno | Canzone                                                          | Album                                             |
| ---- | ---------------------------------------------------------------- | ------------------------------------------------- |
| 1984 | "Love Has Finally Come At Last" (con Bobby Womack )              | Poet II                                           |
| 1984 | "It Takes a Lot of Stenght to Say Goodbye" (con Bobby Womack)    | Poet II                                           |
| 1984 | "Through the Eyes of a Child" (con Bobby Womack)                 | Poet II                                           |
| 1985 | "Don't Make Me Sorry"                                            | Into the Night (colonna sonora)                   |
| 1986 | "The Last Unbroken Heart" (con Bill Champlin )                   | Miami Vice II (colonna sonora)                    |
| 1987 | "Just the Facts"                                                 | Dragnet (colonna sonora)                          |
| 1989 | "Total Concentration"                                            | Sing (colonna sonora)                             |
| 1990 | "I Love It When I'm Naughty"                                     | Am I Cool or What?                                |
| 1991 | "We're Not Makin' Love Anymore" (duetto con Michael Bolton )     | Time, Love & Tenderness                           |
| 1991 | "We Haven't Finished Yet (con Tressa Thomas e Billy Valentine)   | The Five Heartbeats (colonna sonora)              |
| 1991 | "Barbeque Bess"                                                  | Fried Green Tomatoes (colonna sonora)             |
| 1992 | "Ready for a Miracle" (con Edwin Hawkins )                       | Leap of Faith (colonna sonora)                    |
| 1994 | "Bewitched, Bothered and Bewildered" (duetto con Frank Sinatra ) | Duets II                                          |
| 1995 | "My Love, Sweet Love"                                            | Waiting to Exhale: Original Soundtrack Album      |
| 1996 | "America" (con Natalie Cole e Sheila E. )                        | The Songs of West Side Story                      |
| 2002 | " The Voice Inside My Heart"                                     | John Q. soundtrack                                |
| 2003 | "You Are My Friend" (con Shirley Caesar)                         | Shirley Caesar and Friends                        |
| 2003 | "I Know It Was The Blood" (con Shirley Caesar)                   | Shirley Caesar and Friends                        |
| 2004 | "Black Butterfly"                                                | Johnson Family Vacation (colonna sonora)          |
| 2005 | "Stir it up" (con Joss Stone )                                   | Chicken Little (colonna sonora)                   |
| 2005 | "Shout" (con Ray Charles e gli Andrae Crouch Singers)            | Genius & Friends                                  |
| 2005 | "I Wanna Be Free"                                                | Diary of a Mad Black Woman (colonna sonora)       |
| 2006 | "One of These Mornings" (Moby con Patti LaBelle)                 | Miami Vice (colonna sonora)                       |
| 2006 | "Here and Now" (canzone di Luther Vandross )                     | So Amazing: A All-Star Tribute to Luther Vandross |
| 2006 | "I Wish" (con Fantasia e Yolanda Adams )                         | Happy Feet (colonna sonora)                       |
| 2010 | "Soul Brother" ( Harold Faltermeyer )                            | Cop Out (Colonna sonora)                          |